# Tadeusz Fijewski

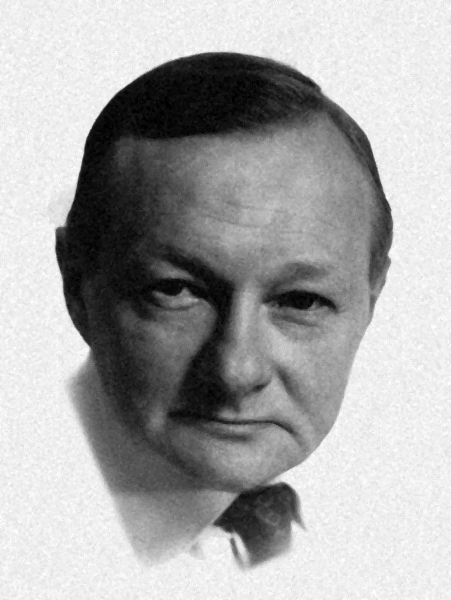
Tadeusz Fijewski

Tadeusz Fijewski (* 14. Juli 1911 in Warschau, Russisches Kaiserreich; † 12. November 1978 in Warschau, Polen) war ein polnischer Schauspieler und Opfer des Nationalsozialismus.

## Leben
Fijewski begann seine Bühnenlaufbahn als zehnjähriger Amateurdarsteller im heimatlichen Warschau, sechs Jahre darauf erhielt er erstmals Rollen beim (noch stummen) Film. Als junger Erwachsener nahm er bis 1936 staatlichen Schauspielunterricht am Theaterinstitut von Sosnowiec und privaten bei Aleksander Zelwerowicz, einem der „Großen“ der polnischen Theatergeschichte, in Warschau. Bis zum Überfall auf Polen im Herbst 1939 war Fijewski ein gefragter Theater- und Filmschauspieler, der besonders in Rollen kesser, aufgeweckter Jungs (wie sein Zeitungsverkäufer in Aleksander Fords Zeitbild „Legion ulicy“ oder sein Hotelboy in „Dziesiec procent dla mnie“) zu überzeugen vermochte. Mit der Einnahme Warschaus beendete die deutsche Besatzungsmacht weitgehend den Kulturbetrieb in der polnischen Hauptstadt, schloss die Theater und stoppte die Filmproduktion.
Tadeusz Fijewski verdiente sich nunmehr seinen Lebensunterhalt als Kellner, ehe er verhaftet und am 5. April 1940 in das KZ Sachsenhausen verbracht wurde. Der Häftling Nr. 24594 blieb dort bis zum 2. September 1940, anschließend wurde er in das KZ Dachau überstellt. Der sog. „Schutzhäftling“ Fijewski wurde schließlich am 19. Juli 1941 entlassen. Anschließend musste er für die deutschen Machthaber Zwangsarbeit verrichten. Im zerstörten Deutschland von 1945 gestrandet, begann Fijewski seine Nachkriegskarriere als Schauspieler in Lingen im Emsland, kehrte aber noch im selben Jahr nach Polen zurück und trat bis 1948 an Spielstätten in Thorn und Lodz auf, ehe er sich erneut in Warschau einfand. 
Dort überzeugte Fijewski vor allem in Stücken moderner, zeitgenössischer Autoren und fand als Nebendarsteller auch in einer Fülle von Kinofilmen – eines seiner ersten Nachkriegswerke, Aleksander Fords „Die Grenzstraße“, thematisierte das Leben in Warschau unter der deutschen Besatzung und den Ghetto-Aufstand 1943 – sowie Fernsehproduktionen Beschäftigung. Mit der Titelrolle des Kassierers Anatol in drei Filmkomödien Ende der 1950er Jahre erreichte Tadeusz Fijewski seinen Popularitätshöhepunkt. 
1971 lief in den polnischen Kinos eine ihm zu Ehren entstandene Dokumentation unter dem programmatischen Namen „Aktor Tadeusz Fijewski“ an.

## Filmografie
- 1927: Zew morza
- 1928: Kropka nad ‘i’
- 1928: Przedwiośnie
- 1928: Dzikuska
- 1929: Ponad śnieg
- 1929: Mocny człowiek
- 1930: Uroda życia
- 1932: Die Legion der Straße (Legion ulicy)
- 1932: Dziesiec procent dla mnie
- 1933: Prokurator Alicja Horn
- 1934: Córka generała Pankratowa
- 1935: Dwie Joasie
- 1936: Tajemnica panny Brinx
- 1937: Znachor
- 1938: Florian
- 1938: Paweł i Gaweł
- 1939: Kłamstwo Krystyny
- 1946: W chłopskie ręce
- 1948: Die Grenzstraße (Ulica graniczna)
- 1953: Trudna miłość
- 1954: Eines Menschen Weg (Pod gwiazdą frygijską)
- 1954: Eine Generation (Pokolenie)
- 1956: Der Mann im Frack (Nikodem Dyzma)
- 1957: Der Gangsterhut (Kapelusz pana Anatola)
- 1957: Die Schlinge (Pętla)
- 1958: Pan Anatol szuka miliona
- 1958: Kalosze szczęścia
- 1959: Inspekcja Pana Anatola
- 1961: Złoto
- 1962: Dom bez okien
- 1962: Czarne skrzydła
- 1963: Der erste Tag der Freiheit (Pierwszy dzień wolności)
- 1964: Lenin in Polen (Lenin w Polsce)
- 1965: Trzy kroki pro ziemi
- 1965: Czterej Pancerni i pies
- 1967: Katarynka
- 1967: Ojciec
- 1968: Die Puppe (Lalka)
- 1971: Erinnerung (Spomen)
- 1974: Es ist Frühling, Sergeant (Wiosna, panie sierżancie)
- 1975: Nächte und Tage (Noce i dnie)
- 1975: Kazimierz Wielki
- 1978: Pełnia